# Пуусеп Микола Густавович
Микола Густавович Пуусеп (19 травня 1905, село Красуха Тверської губернії, тепер Тверської області, Російська Федерація — 22 лютого 1965, місто Таллінн, тепер Естонія) — радянський естонський діяч, секретар ЦК КП(б) Естонії. Член Бюро ЦК КП(б) Естонії в 1944—1948 роках. Депутат Верховної ради Естонської РСР.

## Життєпис
Народився в родині естонських переселенців.
У вересні 1926 — грудні 1931 року — студент Комуністичного університету національних меншин Заходу імені Мархлевського.
Член ВКП(б) з 1927 року.
У січні 1932 — жовтні 1939 року — викладач політичної економії школи радянського та партійного будівництва і вечірньої школи в Ленінградській області. Одночасно, з 1937 по жовтень 1939 року — старший викладач марксизму-ленінізму Ленінградського інституту інженерів залізничного транспорту.
У жовтні 1939 — червні 1940 року — інструктор-перекладач Політичного управління Ленінградського військового округу РСЧА.
З червня 1940 року — на політичній роботі в РСЧА. Був політпрацівником однієї із військових частин 22-го Естонського територіального стрілецького корпусу Червоної армії в окупованій Естонії. З грудня 1940 редагував естонську червоноармійську газету «Ниукогуде Кайтсел» («На варті Рад») 22-го Естонського стрілецького корпусу РСЧА. У березні 1942 — вересні 1943 року — начальник Політичного відділу та заступник командира 249-ї Естонської стрілецької дивізії РСЧА.
З вересня 1943 року — в резерві ЦК КП(б) Естонії.
7 вересня 1943 — 2 грудня 1944 року — секретар ЦК КП(б) Естонії із кадрів.
2 грудня 1944 — 19 квітня 1946 року — 3-й секретар ЦК КП(б) Естонії.
16 травня 1946 — 14 серпня 1950 року — заступник голови Ради міністрів Естонської РСР.
Одночасно, 15 липня 1948 — 18 квітня 1949 року — міністр сільського господарства Естонської РСР.
У серпні 1950 — 22 жовтня 1951 року — заступник директора Інституту історії партії при ЦК КП(б) Естонії.
У листопаді 1951 — січні 1953 року — директор Курновського радгоспу Естонської РСР.
У 1953—1959 роках — викладач, на господарській роботі.
З 1959 року — персональний пенсіонер у Таллінні.
Помер 22 лютого 1965 року в місті Таллінні. Похований на Лісовому цвинтарі Таллінна.

## Звання
- старший батальйонний комісар
- полковий комісар
- полковник

## Нагороди та премії
- орден Вітчизняної війни І ст.
- орден Червоної Зірки (6.03.1943)
- медалі